# Ferrocarriles de Vía Estrecha

Mapa

A Ferrocarriles de Vía Estrecha (FEVE) é uma companhia pública ferroviária espanhola que opera nas comunidades autónomas da Galiza, Astúrias, Cantábria, País Vasco, Castela e Leão e Múrcia.
A rede da FEVE se estende por 1250 km; foi formada em 1965 a partir de vias-férreas abandonadas; tinha como objectivo explorar as linhas que tinham a bitola menor do que o normal na Espanha.

## Ver Também
- Renfe Operadora